# يوشيكازو ناغاي
يوشيكازو ناغاي (باليابانية: 永井 良和) (مواليد 16 أبريل 1952)، هو لاعب كرة قدم ياباني سابق كان يلعب كمهاجم. سبق له أن لعب مع منتخب اليابان.

## مسيرته الكروية
لعب يوشيكازو ناغاي خلال مسيرته الاحترافية مع نادِ واحدٍ في سبعة عشر موسمًا وسجل خلالها 63 هدفًا ضمن 272 مباراة. حيث فاز في موسم واحد بالكأس وفي موسمين بالدوري.
خاض يوشيكازو ناغاي مسيرته مع نادي جيف يونايتد تشيبا في موسم 1971 ليلعب معه سبعة عشر موسمًا، مشاركًا في 272 مباراة سجل خلالها 63 هدفًا.

## وصلات خارجية
- يوشيكازو ناغاي على موقع قاعدة بيانات كرة القدم.إي يو (الإنجليزية)
- يوشيكازو ناغاي على موقع ناشيونال فوتبول تيمز (الإنجليزية)
- يوشيكازو ناغاي على موقع عالم كرة القدم.نت (الإنجليزية)

- National Football Teams
- Japan National Football Team Database